# Joachim von Ribbentrop
Ulrich Friedrich Wilhelm Joachim von Ribbentrop (Wesel, 30 de abril de 1893 — Nuremberg, 16 de outubro de 1946) foi um político alemão, ministro de Relações Exteriores da Alemanha Nazista entre 1938 e 1945 e uma das principais e influentes figuras do Terceiro Reich de Adolf Hitler.
Foi também um dos líderes nazistas acusado de crimes contra a humanidade pelo Tribunal de Nuremberg, condenado à morte e enforcado em 1946 após a derrota e rendição da alemanha nazista na Segunda Guerra Mundial.

## Origens
Ribbentrop nasceu na Prússia, filho de um oficial do exército do Kaiser alemão, e teve uma educação errática em escolas particulares da Alemanha e da Suíça até a metade da adolescência. Fluente em francês e inglês, ele e a família viveram períodos em Grenoble e em Londres, antes de mudarem-se para o Canadá em 1910.
Até ao início da I Guerra Mundial trabalhou como engenheiro e jornalista em vários locais da América do Norte (Montreal, Nova Iorque e Boston) e dirigiu um negócio de importação de vinhos e vinhos espumantes alemães para o Canadá. Com o advento da guerra, ele deixou o Canadá e voltou para seu país em 1914, onde integrou o 125º batalhão de Hussardos. Durante a guerra, lutou nas frentes oriental e ocidental, chegando à patente de tenente e sendo condecorado com a Cruz de Ferro.
Ribbentrop foi apresentado a Hitler em 1928, e filiou-se ao partido nazista em 1 de maio de 1932.
Antes da Segunda Guerra Mundial, foi embaixador alemão no Reino Unido, de 1935 a 1938,  e um dos protagonistas das negociações do sistema de alianças acordadas entre a Alemanha, a Itália e o Japão (conhecido como Pacto do Eixo). Também foi um dos promotores do plano de expansão alemão, que levou à anexação da Áustria e da Tchecoslováquia.
Tornou-se célebre  por ter representado a Alemanha no chamado Pacto Ribbentrop-Molotov, um acordo de não agressão, firmado em Moscou, com a União Soviética, sendo esta representada por Viatcheslav Molotov.
Após a derrota alemã na guerra (1945), Ribbentrop foi capturado pelas tropas britânicas.

## Julgamento e execução

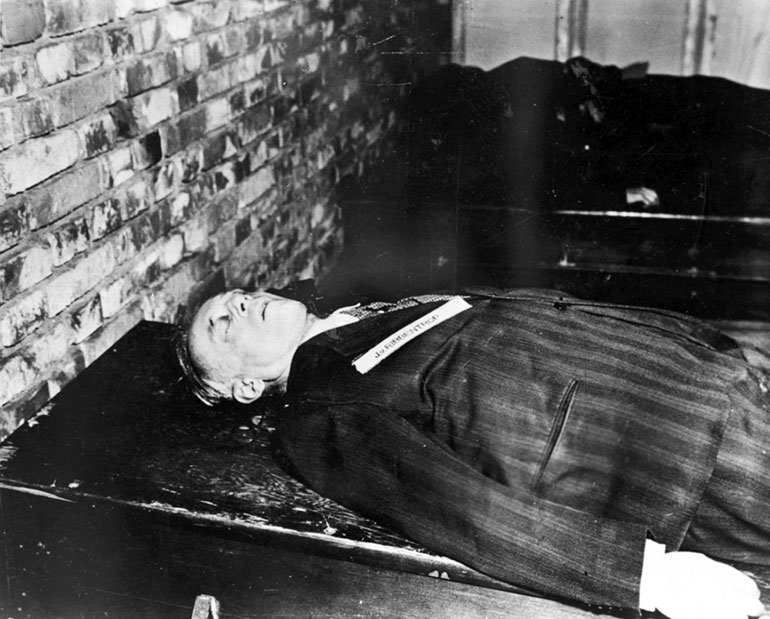
O corpo de Joachim von Ribbentrop após a execução

Ribbentrop foi um dos réus dos julgamentos de Nuremberg. O Tribunal Militar Internacional  dos Aliados condenou-o por todas as quatro acusações: crimes contra a paz, planejando deliberadamente uma guerra de agressão; crimes de guerra e  crimes contra a humanidade. De acordo com o julgamento, Ribbentrop esteve ativamente envolvido no planejamento da invasão da Polônia e, antes disso, na anexação da Áustria e da Tchecoslováquia. Também, segundo o tribunal, esteve intimamente envolvido na "solução final" e, já em 1942, ordenara aos diplomatas alemães em países do Eixo que intensificassem o processo de envio de judeus para  campos de extermínio, no leste. Sempre segundo o veredito, Ribbentrop apoiou o linchamento de aviadores aliados, abatidos quando sobrevoavam a Alemanha e ajudou a encobrir o assassinato de um general francês, que era mantido como prisioneiro de guerra, em 1944. Ribbentrop foi também responsabilizado pelas atrocidades que aconteceram na Dinamarca e na França de Vichy, uma vez que, nesses dois países ocupados, os oficiais superiores se reportavam a ele. Ribbentrop afirmou que Hitler tomou todas as decisões importantes, e que ele havia sido enganado pelas repetidas afirmações de Hitler de que ele só queria a paz. O Tribunal rejeitou essa alegação, considerando que, dado o grau de envolvimento de Ribbentrop na execução da guerra, "ele não poderia desconhecer a natureza agressiva das ações de Hitler".
As sentenças de morte em Nuremberg foram executadas a 16 de outubro de 1946. Ribbentrop foi o primeiro a ser morto (Göring cometera suicídio antes de sua execução). Suas últimas palavras foram: "Deus proteja a Alemanha. Deus tenha piedade de minha alma. Meu último desejo é que a Alemanha recupere a sua unidade e que, em nome da paz, haja entendimento entre o Oriente e o Ocidente. Desejo paz para o mundo". Membros do Exército dos EUA cremaram os restos de Ribbentrop e espalharam suas cinzas em local não especificado.
Segundo o historiador Giles MacDonogh, "o carrasco trabalhou mal na execução, e a corda estrangulou o ex-ministro das relações exteriores por 20 minutos antes que ele morresse". O exército dos EUA negou as acusações de que a queda do corpo fora muito curta, fazendo com que o condenado morresse lentamente, por estrangulamento, em vez de  ter o pescoço quebrado - o que teria causado paralisia, imobilização e provável inconsciência imediata, sobrevindo a morte rápida.